# Egeberg-Gletscher
Der Egeberg-Gletscher ist ein kleiner Gletscher an der Pennell-Küste des ostantarktischen Viktorialands. Er fließt zwischen dem Scott-Keltie-Gletscher und dem Dugdale-Gletscher in die Westseite der Robertson Bay.
Teilnehmer der Southern-Cross-Expedition (1898–1900) unter der Leitung des norwegischen Polarforschers Carsten Egeberg Borchgrevink kartierten ihn erstmals. Borchgrevink benannte den Gletscher nach dem norwegischen Geschäftsmann Westye Martinus Egeberg (1805–1898).